# Gualicho
Para la canción de Patricio Rey y sus Redonditos de Ricota, véase «Gualicho (canción)». Para el género de dinosaurios, véase «Gualicho shinyae».
El Gualicho (en mapudungun, "alrededor de la gente", véase Erize) también conocido como Gualichú, Walichú, Hualicho o Gualitxo; es un tipo de espíritu o ser dañino presente originalmente en las mitologías originarias del Sur Americano; en las etnias Ranquel, Pampa, Mapuche, y principalmente en la cultura Tehuelche.

## La leyenda de gualicho
Es un ser que representa la personificación de todas las causas que producen los males y las desgracias que sufren estos pueblos; es decir la representación de la causa maléfica universal. Debido a esta característica, al Gualicho se le suele asociar o asimilar impropiamente con el Wekufe o ("uecuvu"); que aunque también tiene esta característica similar, realmente no son sinónimos. Una característica que distingue al Gualicho es su pertenencia indisoluble a las modalidades localizadas del "daño". Se cree de ese ser, que está ligado a rasgos sobresalientes del entorno natural; se asignan moradas distintivas para el espíritu perverso: árboles solitarios intrigantes y añosos, grandes piedras, cuevas, sendas angustiosas..
Posteriormente a la llegada de los españoles a América, al igual que con el Wekufe, los misioneros asociarían incorrectamente al Gualicho con el diablo, o a una fuerza del mal o diabólica; razón por la cual el diablo recibe también este nombre.
En la actualidad la palabra gualicho también ha adquirido el significado de un embrujo o hechizo realizado a través de la magia negra o similar.

### El concepto de "gualicho" entre la poblaciónnooriginaria
En el Cono Sur se encuentra muy difundida la palabra "gualicho" fuera de las etnias originarias, entre la población en general, aunque en tal caso, y con nuevo contexto, "gualicho" pierde su significado mítico y pasa de ser considerado como una especie de personalidad, a ser considerado como un hecho o acto prácticamente equiparable al de la palabra maleficio; acción que se denomina "hacer un gualicho" o "engualichar". Sufriendo esta palabra un proceso de resemantización semejante al que sufre la palabra de origen guaraní "payé", de modo que entre gran parte de los actuales habitantes de la región las palabras gualicho, payé e incluso ( más recientemente ) "macumba" pasan a ser casi sinónimas con el significado de "embrujo", maleficio. Por ello también se utiliza esta palabra en lenguaje popular para nombrar ciertos pócimas o hierbas que suelen usarse para enamorar.

### Origen de su leyenda
Por fuera de un conocimiento científico, las sensaciones y sentimientos en la mentalidad indígena de otrora, ante un fenómeno dañoso, estaban íntimamente ligadas a una personalidad sobrenatural que las causaba; ínsito e inseparable del hecho o lugar "maligno" se encontraba su agente escatológico.
Se postula que al parecer, el Gualicho habría sido introducido a la
cultura tehuelche por el contacto con Pampas y Mapuches, de donde se cree que proviene su denominación; esto ya que la palabra Gualicho evidentemente no es propia de los Tehuelches, sino que es de origen Mapuche. Sin embargo igualmente se dice que tendría algunos elementos propios de las creencias Tehuelches, por lo cual su origen podría provenir de este pueblo, o bien como una contrapartida de la cultura Tehuelche que habría dejado su impronta en los mapuches que influyeron (araucanización) en la región austral del continente sudamericano; siendo una creación que podría haber surgido a partir de un dios de los Tehuelches septentrionales, que pasó a convertirse de una deidad equidistante “castigadora” y posteriormente con una característica “infernal” producto de la influencia de la religión cristiana.
Actualmente la leyenda del Gualicho está vigente en los habitantes de la región sur del territorio austral, principalmente la zona argentina que sufrió el proceso de araucanización.

## Leyenda
Según cuenta la leyenda, el Gualicho sería un espíritu maligno que se caracteriza por provocar daños, secuestrar mujeres, y causar enfermedades. Los viejos tehuelches septentrionales ( los guenakenk ) decían que el Gualicho habría nacido en las tierras de Tandil. Desde este lugar el Gualicho habría extendido su dominio por la Patagonia, habitando en las cuevas existentes en el accidentado terreno que le sirviese de morada.
Se dice que es un espíritu fuerte, y nada escapa a su aguda vigilancia ni a su gran poder; presentando una malignidad que tiene matices que van de la más cruel maldad destructora, o hasta solo la traviesa picardía, utilizando los sentimientos de las personas. Por ello el Gualicho podría presentarse bajo distintos aspectos, ya sea en forma agresiva, engañosa o a través del amor. Agresiva, por ejemplo, cuando se produce una disputa violenta en lo mejor de una fiesta, sin motivo aparente, generalmente impulsada por efectos del alcohol o al recordar de pronto alguna vieja y al parecer olvidada rencilla que ya se creía superada. Engañosa, cuando se cae en una trampa natural: una barranca, un río, un pantano, una herida provocada por descuido, una espina que se encona, etc., pero el más difícil de superar es el engualichamiento del amor y este mal es provocado casi siempre a pedido de alguien.

### Protección
Si uno no quiere sufrir el poder del Gualicho se dice que se le deben
rendir tributos para aplacar su espíritu. Ejemplo de ello es que los caminos donde dominaría el Gualicho, deben ser transitados con respeto y silencio; y al borde de la senda, en el "árbol del Gualicho", han de hacerse ofrendas: trapitos y bolsitas con llancas (piedras pequeñas) que se obtienen rasgando los propios vestidos, matras y ponchos. Igualmente se le debe mantener respeto al Gualicho mediante acciones tales como no cantar durante la noche, no usar sombrero dentro del rancho etc.
Las ofrendas y reverencias llegaban a rituales y sacrificios: danzas de sanación, neutralización de toda confrontación entre bandas adversarias, matanza ceremonial de algunos animales; todo ello dentro del área de la maligna influencia. Y observar un respetuoso silencio al transitar por esas cercanías.
También se dice que para ahuyentar o mantener alejado a este espíritu, se debe montar a caballo y con todos los pertrechos, arremetiendo contra el espíritu invisible; realizando gritos y movimientos amenazantes, hasta que el jinete sienta que ha borrado sus flaquezas y ha vencido al espíritu maligno. Otra forma de mantenerlo alejado sería llevando como protección algún amuleto fabricado por las machis.

## El árbol del Gualicho
En cuanto al "Árbol del Gualicho" se conocen en realidad varios, por lo general se trata de ejemplares corpulentos y aislados en medio de las travesías, pampas y estepas; Charles Darwin hace mención de uno que se hallaba en una loma situada en la orilla sur del río Negro, tal árbol aparece señalado en el atlas de Argentina realizado por Mariano Paz Soldán y editado en 1888 siendo sus coordenadas aproximadas: 40°30′S 63°45′O / -40.500, -63.750, se hace mención de otro de estos árboles al norte de Bahía Blanca en las proximidades de Napostá.

Es por ello que en la provincia argentina de Río Negro, a poca distancia al sur del primero de los recién mencionados árboles del Gualicho, se encuentra ese topónimo para una extensa depresión bajo el nivel del océano llamada Gran Bajo del Gualicho, y el fondo de esta extremadamente árida región está ocupado por la gran Salina del Gualicho que posee su centro hacia las coordenadas: 40°23′S 65°16′O / -40.383, -65.267.